# Anthophora cockerelli
Anthophora cockerelli là một loài Hymenoptera trong họ Apidae. Loài này được Timberlake mô tả khoa học năm 1937.